# Барбара Бедфорд
Барбара Бедфорд (англ. Barbara Bedford, при народженні Вайолет Мей Роуз, Violet May Rose; 1903–1981) — американська акторка німого кіно. Знялася в десятках німих фільмів; після появи в кінематографі звуку продовжувала зніматися в невеликих ролях до 1945 року.

## Біографія
Народилася 19 липня 1903 року в містечку Eastman округу Крофорд, штат Вісконсин (за іншими даними в містечку Prairie du Chien цього ж округу).
Навчалася в Чикаго, де закінчила школу Lake View High School. Після школи вирушила на пошуки щастя в Голлівуд. Написала багато листів акторові Віляму Харту, який допоміг їй отримати невелику роль у фільмі «Колиска мужності» (англ. The Cradle of Courage) в 1920 році. Під час роботи у фільмі The White Circle, її помітив інший актор — Джон Гілберт і рекомендував режисерові і сценаристові Морісу Турнеру. Турнер запропонував їй роль у фільмі «Останній з могікан», де вона грала з Аланом Роско, з яким згодом двічі одружувалась.
В 1925 році вона з'явилася разом з Вільямом Хартом в останньому їх спільному фільмі Tumbleweeds. У 1926 році знялася у двох фільмах Old Loves and New і Mockery разом з Лоном Чейні.
Кар'єра акторки почала згасати з появою звуку в кіно, але вона підписала в 1936 році контракт з MGM і знімалася по 1945 рік, коли зіграла в двох заключних своїх фільмах — Girls of the Big House та The Clock.
Померла 25 жовтня 1981 року в місті Джексонвіл, штат Флорида.
Родина:
- Ірвін Віллат (англ. Irvin Willat, одружилися в 1921 році, розлучилися в 1922);
- Алан Роско[3], розлучилися (1922—1928) і знову одружилися (1930—1933, до його смерті), народила дочку);
- Террі Спенсер (англ. Terry Spencer, 1940—1954, до смерті чоловіка).

## Вибрана фільмографія
- 1920 — «Останній з могікан» : Кора Мунро
- 1921 — «Попелюшка пагорбів» : Норріс Гредлі
- 1922 — «Арабська любов»: Надін Форте
- 1922 — «Сила любові»: Марія Алмеда
- 1923 — «Продажні душі»:  в ролі самої себе
- 1925 — Базіка
- 1926 — Ігри з дияволом у кості
- 1935 — На випробувальному терміні : Мейбл Гордон
- 1938 — Три товариші
- 1941 — 1-2-3 Go: медсестра